# Joan Cross
Joan Cross (* 7. September 1900 in London; † 12. Dezember 1993 in Aldeburgh) war eine britische Opernsängerin (Sopran).

## Leben
Joan Cross war zunächst Mitglied im Chor des Old Vic Theatre in London. 1924 sang sie dort ihre erste Solo-Partie, den Cherubino in der Oper Le Nozze di Figaro von Wolfgang Amadeus Mozart. Ab 1931 war sie als erste Sopranistin an der Sadler’s Wells Opera London engagiert. Während des Zweiten Weltkrieges hatte sie die Leitung der Sadler’s Wells Opera Company inne. Ab 1946 begann sie auch Opern zu inszenieren. 1948 war sie Mitbegründerin der Opera School in London.
Sie wurde vor allem als Interpretin von Opernrollen in Werken von Benjamin Britten bekannt. Sie sang in den Uraufführungen von Peter Grimes (Sadler’s Wells Opera, 1945), The Rape of Lucretia (Glyndebourne Festival Opera, 1946), Albert Herring (Glyndebourne Festival Opera, 1947), Gloriana (Covent Garden Opera, 1953) und The Turn of the Screw (La Fenice Venedig, 1954). Britten setzte sie auch in einigen seiner Operneinspielungen ein.